# (10188) Yasuoyoneda
(10188) Yasuoyoneda est un astéroïde de la ceinture principale.

## Description
(10188) Yasuoyoneda est un astéroïde de la ceinture principale. Il fut découvert le 14 mai 1996 à Moriyama par Robert H. McNaught et Yasukazu Ikari. Il présente une orbite caractérisée par un demi-grand axe de 2,41 UA, une excentricité de 0,24 et une inclinaison de 10,0° par rapport à l'écliptique.

## Compléments